# Matilde II di Essen
Matilde, chiamata anche Mahthild o Matilda, (945 – 5 novembre 1011) fu badessa dell'abbazia di Essen dal 973 alla sua morte. Nipote dell'imperatore del Sacro Romano Impero Ottone I il Grande, fu parte della dinastia Liudolfingia e divenne una delle badesse più importanti della storia di Essen.
Matilde era responsabile dell'abbazia, dei suoi edifici, delle sue preziose reliquie, dei vasi liturgici e dei manoscritti, dei suoi contatti politici, del commissionare le traduzioni e della supervisione dell'istruzione delle suore. Nell'inaffidabile elenco delle badesse di Essen del 1672, è elencata come la seconda badessa Matilde e, di conseguenza, viene talvolta chiamata "Matilde II" per distinguerla dalla precedente badessa con lo stesso nome, che avrebbe governato l'abbazia di Essen dal 907 al 910, ma la cui esistenza è tuttavia contestata. 

## Fonti
Le fonti scritte sulla vita di Matilde, e soprattutto sui suoi lavori, sono poche. Per quanto riguarda la storia dell'abbazia di Essen dall'845 al 1150, esistono solo una ventina di documenti in totale, nessuno dei quali è una cronaca o biografia coeva a Matilde. Mentre le informazioni sulla vita di Matilde sono note solo grazie alla sua appartenenza alla dinastia Liudolfingia, le sue azioni sono attestate solo da un totale di dieci riferimenti in documenti o cronache di altri luoghi. Recentemente, gli studiosi hanno tentato di trarre conclusioni sul carattere di Matilde dalle opere e dai progetti di costruzione che le vengono attribuiti. 

## Famiglia e gioventù
Matilde apparteneva alla famiglia imperiale in quanto figlia del duca Liudolfo di Svevia e di Ida, figlia del duca Ermanno I di Svevia, membro della dinastia corradinide. Suo padre era il figlio maggiore di Ottone I della dinastia ottoniana/liudolfingia e della sua prima moglie anglosassone Eadgyth, appartenente alla dinastia di Wessex. Suo fratello, Ottone, era duca di Svevia dal 973 e anche duca di Baviera dal 976 fino alla sua morte improvvisa nel 982. La sua nascita fu registrata nel Chronicon di Regino di Prüm da un continuatore prima del 967, forse Adalberto, sotto l'anno 949: «Quello stesso anno una figlia, Matilde, nacque al figlio del re, Liudolfo». 
Matilde fu probabilmente coinvolta negli affari dell'abbazia di Essen fin dalla sua giovinezza, in quanto forse venne istruita in questo luogo dal 953, o in alternativa dal 957 (anno della morte del padre). L'abbazia di Essen, fondata nell'845 da Alfredo, vescovo di Hildesheim e da Gerswid, che divenne la prima badessa, era stata legata ai Liudolfingi sin dalla sua fondazione. Dopo un incendio nel 947, che distrusse tutti i documenti sulla storia antica dell'abbazia, la badessa Hathwig aveva riottenuto i vecchi diritti e privilegi dell'abbazia, venendo confermati dall'imperatore Ottone I, il quale aggiunse l'immunità e l'esenzione; in questo modo l'abbazia ottenne l'immediatezza imperiale, divenendo subordinata solo spiritualmente al papa. L'affidamento dell'educazione di una principessa all'abbazia ne avrebbe accresciuto ulteriormente il prestigio, mettendola sullo stesso piano delle abbazie di Gandersheim e Quedlinburg, divenendo un Hauskloster (monastero dinastico) liudolfingio. Probabilmente già in questo periodo si era deciso che Matilde sarebbe poi diventata badessa; questa decisione fu probabilmente presa al più tardi nel 966, anno in cui Matilde è attestata per la prima volta in prove documentali - un documento del 1º marzo 966, in cui suo nonno concedeva un appezzamento di terreno (una curtis) alle suore su sua richiesta. Questo dono probabilmente riflette l'ingresso formale di Matilde nel monastero. 
Matilde ricevette un'istruzione completa e adeguata al suo status, probabilmente dalla badessa Hathwig e dalla badessa Ida. Oltre ai Vangeli, i libri di Essen includevano gli autori religiosi Prudenzio, Boezio e Alcuino, così come opere secolari come Terenzio e altri autori classici che furono non solo materiale di lettura ma anche base dell'educazione delle ragazze affidate all'abbazia. Grazie a questi, Matilde venne ben preparata per il suo ufficio. Su un'iscrizione del reliquiario di San Marsus, è affermato che Matilde sapeva scrivere in latino e aveva anche imparato sommariamente il greco. 

## Badessa
Matilde viene nominata per la prima volta in una fonte come badessa di Essen nel 973. Questo documento, pubblicato ad Aquisgrana il 23 luglio 973, recita: 
Gli individui citati in questo documento sono l'imperatore Ottone II e Gerone, il potente vescovo di Colonia, a cui deve il nome la Croce di Gero, mentre "Ottone suo parente" è il fratello di Matilde, Ottone di Svevia. All'epoca della rogazione del documento, Matilde aveva circa 24 anni e quindi tecnicamente ancora sotto l'età minima per ricevere la nomina a badessa. 
Matilde non fu una badessa che rimase isolata nel silenzio monastico. Oltre al viaggio ad Aquisgrana nel 973, si registrano ulteriori viaggi: ad Aschaffenburg nel 982, Heiligenstadt nel 990 e 997, Dortmund e Thorr. Si presume anche che abbia fatto un viaggio a Magonza nel 986 per il funerale di sua madre. Inoltre ella deve aver mantenuto un'ampia rete di contatti; paralleli storici artistici indicano contatti a Hildesheim, Treviri e Colonia. Ella acquisì le reliquie di san Florino a Coblenza le reliquie di san Marsus a Lione, e trasferì le terre che era appartenute a sua madre all'abbazia di Einsiedeln. Lì Matilde è segnalata come benefattrice e le viene attribuito il titolo di ducissa (duchessa). Essa ebbe un contatto epistolare con il conte anglosassone Æthelweard, il quale tradusse la sua cronaca in latino per lei (vedi sotto). Tutte queste attività di Matilde servivano soprattutto per soddisfare gli interessi della sua abbazia e per assicurare la salvezza dei suoi familiari defunti. Ciò è particolarmente chiaro nella sopracitata Cronaca di Æthelweard, in cui Æthelweard pone un'enfasi particolare sui rapporti genealogici, segnalando nell'introduzione la discendenza comune di Matilde e di sé stesso dal re Aethelwulf del Wessex. 

### Politica
L'abbazia di Essen era un'abbazia imperiale come Gandersheim e Quedlinburg e la stessa badessa proveniva dalla famiglia imperiale. Manca la documentazione della sua partecipazione alla campagna italiana del suo giovane zio, Ottone II, come l'omonima zia Matilda, badessa di Quedlinburg, e il fratello minore Ottone. Tuttavia, il suo coinvolgimento nella sepoltura del fratello nella chiesa collegiata di San Pietro e Alessandro, che era stata fondata ad Aschaffenburg da suo padre, dopo la sua morte in Italia nel 982, è documentato da una voce in un manoscritto della chiesa. Suo zio Ottone II morì a Roma un anno dopo. 
La fatale campagna italiana di Ottone II fu un punto di svolta nella vita di Matilde. In seguito alla morte del fratello, divenne l'ultimo membro del ramo svevo della dinastia Liudolfingi e quindi l'amministratrice dei possedimenti della famiglia. Inoltre, la morte di suo fratello e di suo zio Ottone II durante la campagna la catapultò al centro della politica imperiale, poiché suo cugino Enrico II il Litigioso, che aveva perso il ducato di Baviera a favore del fratello di Matilde, Ottone, nel 976, rapì l'erede di Ottone II, Ottone III, all'epoca di soli tre anni e rivendicò la reggenza per esso. Sulla base dell'assenza di prove scritte delle attività di Matilde in questo frangente temporale, tradizionalmente si presumeva che Matilde non avesse più alcuna influenza politica dopo la morte di suo fratello. Tuttavia questi sostenevano che Matilde non godesse certamente del favore di Enrico II il Litigioso e che la vittoria di questo avrebbe portato a una diminuzione dell'impegno di patronato imperiale all'abbazia di Essen e quindi a una perdita di potere per essa. Nel ritratto del donatore della Croce di Ottone e Matilde, creato per ordine di Matilde forse durante questa crisi, Matilde è raffigurata in piedi con le vesti di un membro dell'alta nobiltà, contrariamente alla consueta raffigurazione del donatore come un umile adoratore in vesti monastiche. Pertanto si è dedotto che Matilde mantenne una spiccata fiducia in sé stessa e non che era disposta a rimanere fuori dalle questioni secolari. Matilde era in quel momento anche la tutrice della sorella di Ottone III, Matilda.
Cosa fece esattamente Matilde in questa crisi, in cui la vedova di Ottone II, Teofano, insieme alla vedova di Ottone I, Adelaide d'Italia, contestarono la reggenza con Enrico, non è documentato. Tuttavia la Madonna dorata arrivò a Essen in questo momento e potrebbe essere interpretata come un simbolo del diritto di Teofano di prendersi cura di suo figlio Ottone III come Maria si prendeva cura del proprio figlio. Nel 993, quando Ottone III visitò l'abbazia di Essen, donò la corona con la quale fu incoronato re da bambino nel 983. Ottone III donò anche una spada consumata dalla battaglia in acciaio di Damasco con un fodero dorato, che servì come spada cerimoniale delle badesse di Essen e nella tradizione successiva fu rivendicata come spada dell'esecuzione dei santi martiri Cosma e Damiano. Questi doni consistenti in insegne reali, per i quali non ci sono paralleli contemporanei in altre abbazie, incoraggiano a concludere che Ottone stava offrendo i suoi ringraziamenti per l'aiuto di Matilde nell'assicurarsi il suo trono. Matilde aveva già incontrato il re nel 990. Il 20 gennaio di quell'anno a Heousestadt, Ottone rinnovò una donazione della madre di Matilde su sua richiesta e con il consiglio dell'arcicancelliere Willigis: 
Le visite a Essen di Ottone III sono collocate ipoteticamente nel 984 e nel 986, poiché in entrambi gli anni c'è un intervallo di tempo tra le attestazioni di Ottone a Dortmund e Duisburg. Nell'aprile del 997 Matilde si recò in un Hoftag di Ottone a Dortmund, dove Ottone trasferì le proprietà reali sull'Alta Leine all'abbazia di Essen. È possibile che quest'anno abbia trascorso un po' di tempo alla corte di Ottone, poiché è citata come testimone in un documento di Thorr a settembre. Ottone, inoltre, facilitò la donazione di reliquie, in particolare quelle di san Marsus, all'abbazia di Essen, la quale divenne il centro della commemorazione di suo padre in Sassonia. 

### Patrona delle arti

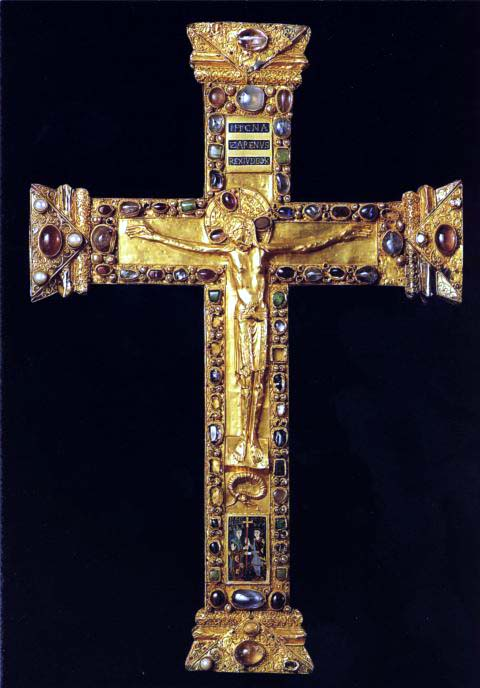
La Croce di Ottone e Matilde, una delle donazioni di Matilde

Indizi della personalità di Matilde emergono solo dai resti sopravvissuti riguardo al suo mecenatismo artistico. Ottenendo la gestione dei beni del ramo svevo dei Liudolfingi dopo la morte del fratello, consistenti in particolare dall'eredità di sua nonna Eadgyth e sua madre Ida (dopo il 986), mise Matilde nella condizione di utilizzare liberamente una considerevole fortuna. Con essa, Matilde finanziò la creazione di tesori artistici per preservare la memoria dei suoi parenti e di sé stessa. La cronaca che lo storico anglosassone Æthelweard dedicò a Matilde servì come memoriale per i suoi antenati anglosassoni attraverso la nonna Eadgyth. Æthelweard segnala che è stato su sua richiesta che tradusse (o aveva già tradotto) in latino il suo Chronicon de Rebus Anglicis, una versione della cronaca anglosassone, compreso del materiale non trovato nelle versioni superstiti in inglese antico. Ciò avvenne dopo il 975 e probabilmente prima del 983. Il testo sopravvive solo in una sola copia, oggi alla British Library, che fu gravemente danneggiata dall'incendio della Cotton Library nel 1731, cosicché parti successive andarono perdute. Probabilmente Matilde ripagò Æthelweard con una copia del De Re Militari di Vegezio, ricopiato nello scriptorium di Essen e da tempo in Inghilterra. 
Ma Matilde è soprattutto nota per i lavori di oreficeria che sono stati realizzati su suo ordine o acquistati da lei per l'abbazia di Essen. Questi includono due croci ingioiellate che aveva realizzato per l'abbazia, ora nel Tesoro della cattedrale di Essen, entrambe importanti opere d'arte ottoniana. Entrambe le croci hanno ritratti di lei in smalto: nella prima, la Croce di Ottone e Matilde, appare insieme con il fratello Ottone († 982), e nella "seconda croce di Matilde" è rappresentata con la Vergine e il Bambino. Una terza e simile croce di Essen con grandi smalti potrebbe anche essere stata un frutto del suo patrocinio. La prima spada decorativa sopravvissuta e la Madonna dorata di Essen, una statua eccezionalmente rara ricoperta di foglie d'oro, provengono entrambe dalla sua abbazia di Essen e sono state commissionate da lei o le sono state cedute. Un grande candelabro in bronzo dorato a sette braccia, alto più di sette piedi, riporta in un'iscrizione la commissione di Matilde. Tutti questi lavori sono tutt'oggi a Essen. 
Matilde fece costruire una costosa cassa per le reliquie in memoria dell'Imperatrice Teofano per suo figlio Ottone II, che da solo avrebbe superato lo splendore dei tesori delle chiese di Colonia. È attribuito a Matilde per l'iscrizione riportata in esametro dattilico: 
Questa raccolta di reliquie fu in seguito conosciuta come reliquiario di San Marsus per la reliquia più importante in essa conservata ed era la più antica cassa-reliquiario dell'Impero, precursore dei reliquiari renani, di cui il più noto è il reliquiario dei Re Magi a Colonia. Il Reliquiario di Marsus era d'oro e decorato con numerose placche e gemme in smalto dorato. La più grande di queste era un'immagine dell'imperatore Ottone II, posta sul retro del reliquiario, che, sulla base di una rappresentazione del reliquiario in una pala d'altare, raffigurava Ottone in adorazione, fungendo anche da memoriale. Questa prima grande cassa-reliquiario fu distrutta a causa dell'incuria dei servi dell'abbazia responsabili dell'evacuazione nel 1794, quando fu presa per essere posta al sicuro dal saccheggio francese. I resti furono fusi e un capolavoro dell'arte ottoniana andò irrimediabilmente perduto. 
Matilde fu probabilmente anche la donatrice della croce trionfale a grandezza naturale nella chiesa abbaziale di Aschaffenburg di San Pietro e Alessandro, la cui pittura corrisponde alla decorazione del bordo della Croce di Ottone e Matilde. Poiché il fratello di Matilde, Ottone, fu sepolto in questa chiesa, questa croce era probabilmente parte del suo memoriale. 

### Il programma di costruzione di Matilde

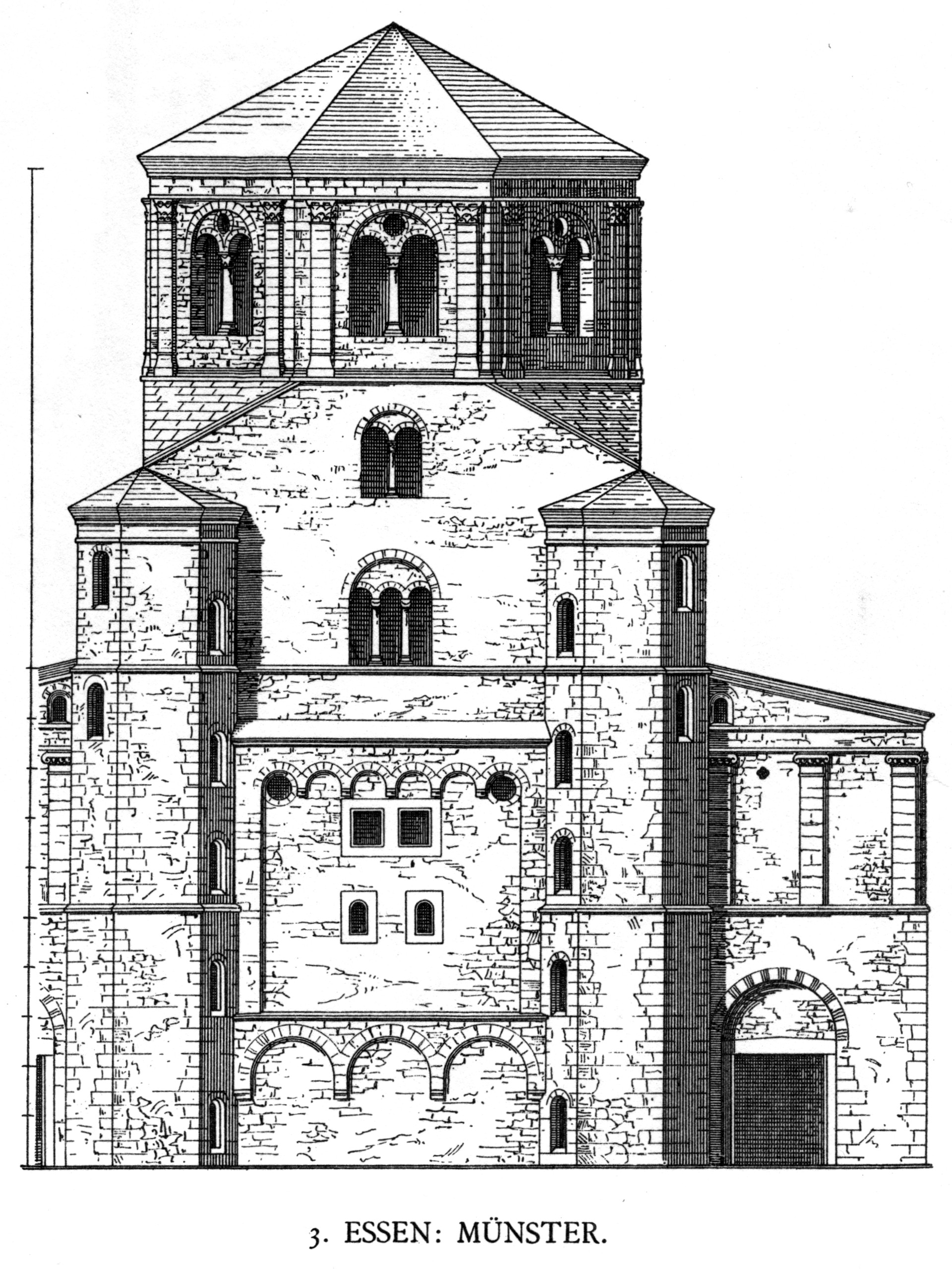
Vista ricostruita del Westwerk dell'abbazia di Essen

Georg Humann, il primo storico dell'arte che si occupò degli edifici e dei manufatti dell'abbazia di Essen, aveva attribuito a Matilde il Westwerk della cattedrale di Essen mediante confronti stilistici. Ricerche successive hanno confermato questa intuizione; Matilde è ritenuta l'iniziatrice dei lavori del Westwerk, che fin dallo scavo di un edificio precedente nel 1955 da parte di Zimmerman era stato considerato per lo più opera della badessa Teofano, al quale regnò dal 1039 al 1058. Matilde è quindi anche responsabile del primo impianto idraulico trovato a Essen, un tubo di piombo che correva trasversalmente sotto il Weswerk e attraverso gli edifici dell'abbazia. Tali condutture dell'acqua erano rare nell'Alto Medioevo e si trovavano solo in edifici lussuosi; indicano quindi l'elevato prestigio del costruttore. 
La questione se si trattasse di Matilde o di Teofano non era controversa, ma in questo periodo si verificò un cambiamento nello stile dell'edificio. Se la Westwerk di Essen, un capolavoro della costruzione ottoniana, fosse stata costruita per la prima volta sotto Teofano, sarebbe stata costruita più tardi di uno dei capolavori dello stile romanico successivo, St Maria im Kapitol a Colonia (che fu costruito dalla sorella di Teofano, Ida). D'altra parte, Teofano è lodata per la ricostruzione del chiostro di Essen nella cronaca della famiglia Brauweiler della dinastia degli Azzoni (di cui Teofano era un membro). Il lavoro svolto da Zimmerman ha sostenuto quest'ultima posizione, il quale ha anche ritenuto che l'edificio precedente fosse stato completato nel 965. In questo caso, Matilde avrebbe effettivamente fatto costruire un nuovo edificio, solo per essere sostituito dalla moderna cattedrale. 
Lange ha richiamato l'attenzione sul simbolismo che ha individuato nella pianta del Westwerk nel programma di costruzione. L'ottagono è chiaramente influenzato dalla cattedrale di Aquisgrana, seguendo la politica della Renovatio Imperii di Ottone III. Al tempo di Teofano, questa politica di decenni prima non aveva più senso. Questa visione interpreta la parte del Brauweiler Chronicle che dice che Teofano fece rinnovare gli edifici dell'abbazia, ma riferendosi solo a un restauro spirituale della comunità da parte di Teofano. Non esiste una data sicura per la costruzione del Westwerk dell'edificio precedente. I sostenitori di una datazione anticipata dell'attuale edificio quindi datano anche l'edificio precedente a una data precedente, indicando il fatto che i Westwerk venivano solitamente creati immediatamente dopo il raggiungimento dell'immunità, che Essen probabilmente ottenne prima del 920. In quel caso, il precedente Westwerk non sarebbe stato più un nuovo edificio quando la costruzione iniziò sotto Matilde. 
È anche possibile che entrambe le badesse abbiano svolto lavori di costruzione sulla cattedrale di Essen poiché ci sono segni di un progetto di costruzione a lungo termine. In questo caso il riferimento nel Brauweiler Chronicle sarebbe interpretato per indicare che Teofano completatò un progetto di costruzione iniziato da Matilde. 

### Teorie sulla fondazione dell'Abbazia di Rellinghausen
Matilde è stata anche identificata come la fondatrice dell'abbazia di Rellinghausen (ora un sobborgo di Essen), poiché si supponeva che un'iscrizione tombale fosse stata trovata nella sua chiesa abbaziale, secondo la quale fondò l'abbazia nel 998 e vi fu sepolta a sua richiesta. La sua fondazione di Rellinghausen è stata messa in discussione in ricerche più recenti, poiché manca una testimonianza diretta e l'iscrizione sulla tomba è stata identificata come un falso della prima età moderna. Tuttavia l'abbazia di Rellinghausen è menzionata nel testamento della badessa Teofano del 1058 come una fondazione di uno dei suoi predecessori. La badessa che regnò tra Matilde e Teofano, Sofia, una sorella di Ottone III, che era contemporaneamente badessa di Gandersheim, è improbabile che sia stata la fondatrice di Rellinghausen: questa infatti risiedeva prevalentemente a Gandersheim e lasciò solo piccole tracce a Essen. L'abbazia sorella di Gandersheim fu probabilmente fondata negli anni 940 e l'abbazia sorella di Quedlinburg fu fondata definitivamente nel 986 e sembra improbabile che Essen abbia fondato un'abbazia sorella prima di queste abbazie più ricche e più importanti, quindi la fondazione di Rellinghausen prima che Matilde la iniziasse il mandato nel 971, può probabilmente essere escluso. Pertanto la fondazione di Rellinghausen da parte di Matilde non può più essere considerata certa, rimanendo però non del tutto impossibile. 

## Matilde e il suo omonimo
La badessa di Essen non è da confondere con la cugina più giovane Matilde di Germania, contessa palatina di Lotaringia (979-1025), figlia di Ottone II, affidata giovanissima alle cure della cugina nell'abbazia. Era previsto che Matilda sarebbe rimasta nell'abbazia e sarebbe diventata una badessa come la cugina e le sorelle maggiori Adelaide I, badessa di Quedlinburg, e Sofia I,  badessa di Gandersheim, ma alla fine venne data in sposa ad Azzo, conte palatino di Lotaringia intorno al 1000. Ciò avvenne nonostante le forti obiezioni della badessa Matilde, tanto che Azzo dovette recarsi a Essen per prendere la sua sposa. Il matrimonio sembra essere stato progettato per risolvere una disputa sulle terre ottoniane rivendicate da Azzo, ma a quanto pare fu molto felice. Esso produsse dieci bambini tra cui Teofano, in seguito un'altra badessa di Essen († 1056). 

## Gli ultimi anni, morte e sepoltura

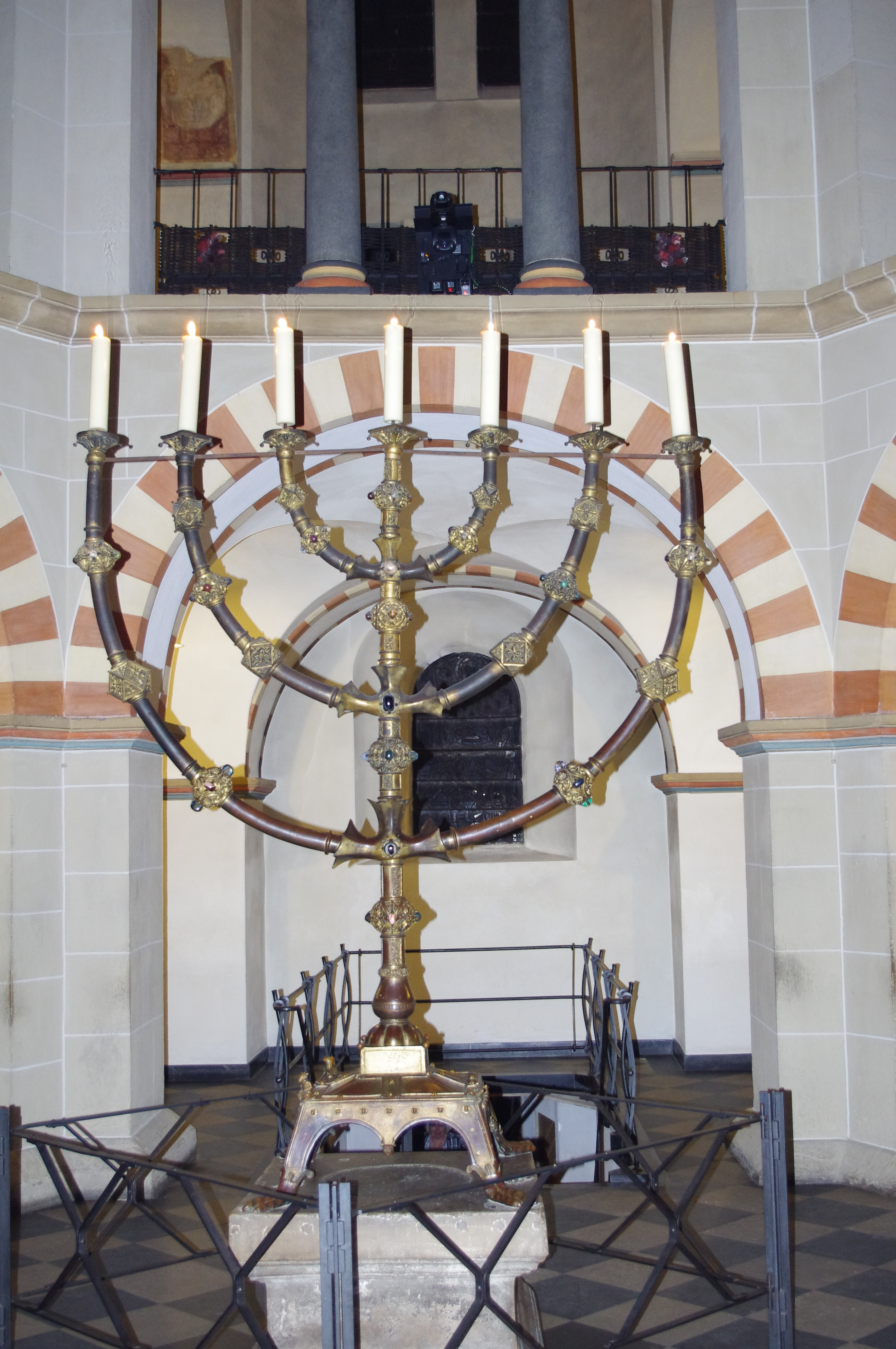
Il candelabro a sette braccia che Matilde donò per il mantenimento della sua memoria. Questa foto, scattata nel 2010, mostra il candelabro acceso nella sua memoria nel 999º anniversario della sua morte.

La morte di Ottone III, che aveva fortemente sostenuto l'abbazia di Essen, fu probabilmente uno spartiacque per Matilde. Il successore di Ottone fu Enrico II, figlio di Enrico II il Litigioso. Enrico confermò i privilegi dell'abbazia di Essen in un documento del 1003, ma probabilmente sorsero delle controversie sulle terre personali di Matilde ereditati da suo fratello e sua madre. Nessuna delle donazioni di Matilde al Tesoro di Essen può essere datata al periodo successivo al 1002. Ci sono chiari segni che la costruzione si sia interrotta sulla Westwerk, quindi si presume che le entrate di Matilde (e quindi dalla linea sveva della dinastia ottoniana) fossero state improvvisamente ridotte con l'incoronazione di Enrico II. In quel caso, Enrico si era appropriato subito dell'eredità, che sarebbe comunque arrivata a lui dopo la morte di Matilde poiché era l'ultimo membro vivente della dinastia ottoniana. Pertanto, Matilde era stata probabilmente coinvolta nell'opposizione alla sua successione, che era stata particolarmente forte nel Basso Reno. I leader di questa opposizione erano Eriberto, arcivescovo di Colonia, e in particolare Azzo, conte palatino di Lotaringia, il marito della sorella di Ottone III, Matilde, la quale era stata educata a Essen e che probabilmente rivendicò il trono a nome dei suoi figli. Azzo si trovava in una situazione simile a quella di Matilde, poiché sosteneva che la proprietà dinastica della linea ottoniana ricadesse su di lui grazie al suo matrimonio con una sorella di Ottone III (il quale era senza figli), una proposta che Enrico II rifiutò di accettare. 
Questa disputa sulla successione durò fino al 1011, quando Enrico dovette arrendersi. Se anche Matilde riebbe le sue proprietà, era ormai troppo tardi per riprendere i progetti che aveva iniziato. Una moneta di Enrico II (HENRICVS REX), trovata in Polonia nel 1996, nomina Matilde sul retro (+ MATHILD ABBATISSA ASNI DENSIS), indica che Matilde si trovava in buone relazioni con Enrico II, almeno per un certo periodo di tempo. Questo conio potrebbe quindi essere stato eseguito dopo il 1002, forse una serie commemorativa coniata dopo la morte di Matilde allo scopo di riconciliare Enrico II e l'opposizione renana guidata dagli Azzonidi. 
Matilde, sotto la quale l'Abbazia di Essen aveva goduto di un grande periodo di prosperità, morì a Essen il 5 novembre 1011. Negli annali di Quedlinburg, una fondazione del nonno di Matilde, Ottone il Grande, si afferma: 
Poiché la tomba di Matilde a Rellinghausen è stata ritenuta falsa, essa venne probabilmente sepolta in un posto di rilievo nella cripta della cattedrale di Essen. Durante gli scavi nella chiesa nel 1952, fu scoperta una tomba nella cripta antistante l'altare maggiore, luogo in cui spesso venivano sepolte persone importanti. A quel tempo questa tomba fu identificata come quella della badessa Suanhild che morì nel 1085 ed era nota per essere stata sepolta davanti a questo altare. Tuttavia, secondo i documenti del tardo Medioevo, i membri dell'abbazia pensavano che vi fossero sepolte due badesse, di cui una non identificata. Pertanto, è stato successivamente suggerito che Suanhild sia stata sepolta in una tomba in cima a quella di Matilde e che il luogo di sepoltura di questa venne di conseguenza dimenticato.

## Successori e memoria

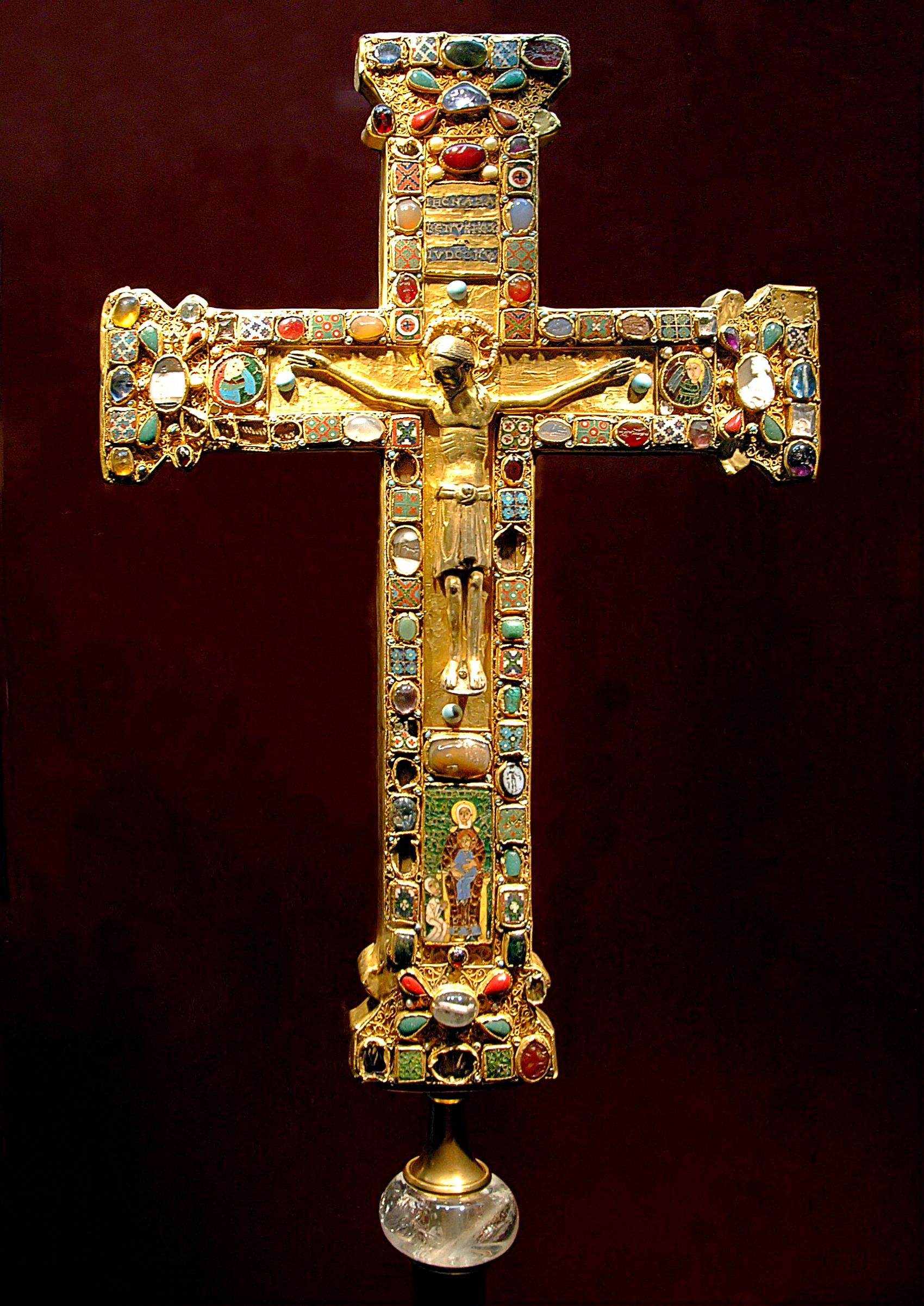
La Croce di Matilde, realizzata dalla badessa Teofano in memoria del suo predecessore

Il diretto successore di Matilde fu Sofia, una figlia di Ottone II. Probabilmente era una sostituta della sorella Matilda, la quale aveva studiato a Essen ma che poi era stata data in sposa ad Azzo e quindi non poteva essere badessa. La sua nomina fu probabilmente anche una decisione politica, poiché Sofia era stata educata a Gandersheim dalla sorella di Enrico II il Litigioso, Gerberga II, ed era una partigiana di Enrico II: ella quindi assicurò a Enrico il controllo politico sull'abbazia di Essen contro l'opposizione renana. Sofia preferiva l'abbazia di Gandersheim, di cui era stata badessa dal 1002 e, di conseguenza, i progetti iniziati da Matilde rimasero incompiuti. 
Il successore di Sofia, Teofano, era la figlia di Azzo e Matilda. Essa era stata il successore designato di Matilde e ne continuò i piani. La cosiddetta Croce di Matilde nel tesoro della cattedrale di Essen raffigura Matilde in vesti monastiche ai piedi di Maria in trono, fu una donazione di Teofano a memoria di Matilde. La ristrutturazione della cripta della chiesa abbaziale di Teofano fece spostare la tomba di Matilde al centro della cripta e la circondò con le reliquie dei santi, di cui ella si era occupata attivamente a portarli a Essen. L'erezione di questo complesso commemorativo ha richiesto il progresso liturgico di Matilde. 
La memoria di Matilde fu celebrata soprattutto a Essen, con quattro messe e l'accensione della tomba con dodici candele. Nel Liber Ordinarius, un manoscritto di Essen redatto intorno al 1300, Matilde è chiamata Mater ecclesiae nostrae (Madre della nostra chiesa). La badessa Matilde è stata raffigurata sulle finestre ovest della cattedrale, oggi perdute, donate da un membro dell'ordine di Essen, Mechthild di Hardenburg, tra il 1275 e il 1297. Matilde era qua chiamata:

## Ascendenza
|                      |                        |                       | Genitori                |  |  | Nonni |  |  | Bisnonni             |  |  | Trisnonni            |  |
|                      |                        |                       |                         |  |  |       |  |  | Enrico I di Sassonia |  |  | Ottone I di Sassonia |  |
|                      |                        |                       |                         |  |  |       |  |  | Enrico I di Sassonia |  |  | Ottone I di Sassonia |  |
|                      |                        | Edvige di Babenberg   |                         |  |  |       |  |  | Enrico I di Sassonia |  |  |                      |  |
| Ottone I di Sassonia |                        |                       |                         |  |  |       |  |  | Enrico I di Sassonia |  |  |                      |  |
|                      |                        | Matilde di Ringelheim | Teodorico di Ringelheim |  |  |       |  |  |                      |  |  |                      |  |
|                      |                        | Matilde di Ringelheim | Teodorico di Ringelheim |  |  |       |  |  |                      |  |  |                      |  |
|                      |                        | Matilde di Ringelheim | Rinilde di Frisia       |  |  |       |  |  |                      |  |  |                      |  |
| Liudolfo di Svevia   |                        | Matilde di Ringelheim |                         |  |  |       |  |  |                      |  |  |                      |  |
|                      |                        | Edoardo il Vecchio    | Alfredo il Grande       |  |  |       |  |  |                      |  |  |                      |  |
|                      |                        | Edoardo il Vecchio    | Alfredo il Grande       |  |  |       |  |  |                      |  |  |                      |  |
|                      |                        | Edoardo il Vecchio    | Ealhswith               |  |  |       |  |  |                      |  |  |                      |  |
| Eadgyth              |                        | Edoardo il Vecchio    |                         |  |  |       |  |  |                      |  |  |                      |  |
|                      |                        | Elfleda               | Æthelhelm di Wiltshire  |  |  |       |  |  |                      |  |  |                      |  |
|                      |                        | Elfleda               | Æthelhelm di Wiltshire  |  |  |       |  |  |                      |  |  |                      |  |
|                      |                        | Elfleda               | …                       |  |  |       |  |  |                      |  |  |                      |  |
| Matilde II di Essen  |                        | Elfleda               |                         |  |  |       |  |  |                      |  |  |                      |  |
|                      | Gebeardo di Lotaringia | Udo di Neustria       |                         |  |  |       |  |  |                      |  |  |                      |  |
|                      | Gebeardo di Lotaringia | Udo di Neustria       |                         |  |  |       |  |  |                      |  |  |                      |  |
|                      | Gebeardo di Lotaringia | Giuditta di Linzgau   |                         |  |  |       |  |  |                      |  |  |                      |  |
| Ermanno I di Svevia  | Gebeardo di Lotaringia |                       |                         |  |  |       |  |  |                      |  |  |                      |  |
|                      |                        | Ida di Grabfeld       | …                       |  |  |       |  |  |                      |  |  |                      |  |
|                      |                        | Ida di Grabfeld       | …                       |  |  |       |  |  |                      |  |  |                      |  |
|                      |                        | Ida di Grabfeld       | …                       |  |  |       |  |  |                      |  |  |                      |  |
| Ida                  |                        | Ida di Grabfeld       |                         |  |  |       |  |  |                      |  |  |                      |  |
|                      |                        | Eberardo di Sülichgau | Adelardo del Friuli     |  |  |       |  |  |                      |  |  |                      |  |
|                      |                        | Eberardo di Sülichgau | Adelardo del Friuli     |  |  |       |  |  |                      |  |  |                      |  |
|                      |                        | Eberardo di Sülichgau | Swanaburc               |  |  |       |  |  |                      |  |  |                      |  |
| Regelinda            |                        | Eberardo di Sülichgau |                         |  |  |       |  |  |                      |  |  |                      |  |
|                      |                        | Gisella di Rheinau    | Liutoldo di Rheinau     |  |  |       |  |  |                      |  |  |                      |  |
|                      |                        | Gisella di Rheinau    | Liutoldo di Rheinau     |  |  |       |  |  |                      |  |  |                      |  |
|                      |                        | Gisella di Rheinau    | Giuditta del Friuli     |  |  |       |  |  |                      |  |  |                      |  |
|                      |                        | Gisella di Rheinau    |                         |  |  |       |  |  |                      |  |  |                      |  |